# Mars Global Surveyor

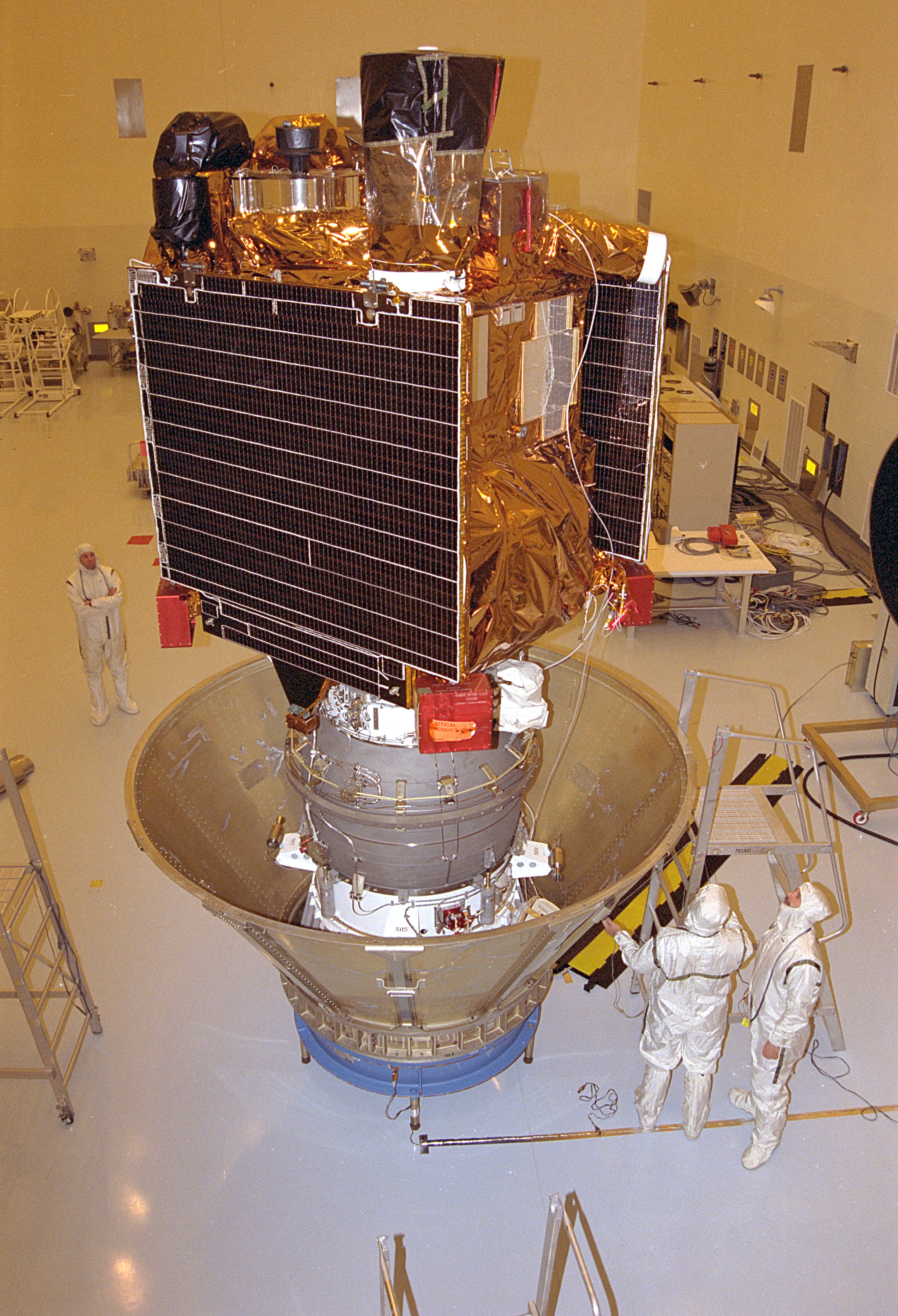
MGS w Jet Propulsion Laboratory

Mars Global Surveyor (MGS) – bezzałogowa sonda kosmiczna wysłana na Marsa. Zaprojektowana i wykonana przez NASA i Jet Propulsion Laboratory. Wystrzelona w 1996, stała się początkiem ponownych badań tej planety po ponad 20-letniej przerwie. Z powodu problemów z jednym z paneli słonecznych badania Marsa rozpoczęto dopiero w 1999. Główna misja została zakończona w styczniu 2001, czyli po jednym roku marsjańskim. Najważniejszym instrumentem sondy jest Mars Orbiter Camera (MOC), umożliwiająca robienie zdjęć z rozdzielczością od 1,5 do 12 m/piksel. W czasie swojej misji kamera wykonała ponad 240 tysięcy zdjęć. Na początku listopada 2006 po blisko 10 latach owocnej pracy kontakt z sondą ustał. Dochodzenie wskazało, że najbardziej prawdopodobną przyczyną awarii sondy był błąd w oprogramowaniu.
Zaprojektowanie i zbudowanie sondy kosztowało około 154 mln USD, jej wystrzelenie 65 mln USD, zaś koszty operacyjne oraz analizy danych wynosiły 20 mln USD rocznie.

## Przebieg lotu
- start z Ziemi − 7 listopada 1996
- wejście na orbitę Marsa − 11 września 1997
- rozpoczęcie badań naukowych − marzec 1999
- utrata łączności z Ziemią − 2 listopada 2006[1]

## Osiągnięcia naukowe
- obserwacja zmian pogodowych przez okres ponad trzech lat marsjańskich
- stworzenie map topograficznych
- przesłanie danych, na podstawie których udowodniono istnienie wody na Marsie

## Wyposażenie
- Mars Orbiter Camera (MOC) − kamera fotografująca powierzchnię Marsa
- Mars Orbiter Laser Altimeter (MOLA) − wysokościomierz do sporządzenia mapy topograficznej
- Thermal Emission Spectrometer (TES) − instrument mierzący emisję cieplną
- Electron Reflectometer (MAGNETOMETR) − do badań własności magnetycznych
- Gravity Field Experiment (RADIO SCIENCE) − do badań pola grawitacyjnego